# Pinhoti National Recreation Trail
Le Pinhoti Trail ou Pinhoti National Recreation Trail est un sentier de randonnée pédestre d'environ 540 kilomètres situé en Alabama et en Géorgie, aux États-Unis. Son terminus sud est Flagg Mountain dans les Appalaches tandis que son terminus nord est situé près de Weogufka. Ce dernier point rejoint le Benton MacKaye Trail. Une partie du sentier passe par les forêts nationales de Talladega et de Chattahoochee-Oconee.